# Alins
Alins (auch: Alins de Vallferrero) ist eine katalanische Gemeinde (municipio) mit 275 Einwohnern (Stand: 2024) in der Provinz Lleida im Nordosten Spaniens. Sie ist Teil der Comarca Pallars Sobirà. Die Gemeinde besteht neben dem Hauptort Alins aus den Ortschaften Ainet de Besan, Araós, Àreu, Besan, Norís und Tor.

## Lage und Klima
Alins liegt in den Pyrenäen etwa 125 Kilometer nordnordöstlich von Lleida in einer Höhe von ca. 1050 m. Die Gemeinde liegt an der Grenze zu Frankreich und Andorra wird vom Noguera Vallferrera durchflossen.
Alins hat ein gemäßigt warmes Klima. Der Jahresgesamtniederschlag beträgt 1014 mm, die Jahresdurchschnittstemperatur 6,9 °C.

## Bevölkerungsentwicklung
| Jahr      | 1970 | 1981 | 1991 | 2001 | 2011 | 2021 |
| Einwohner | 355  | 313  | 307  | 273  | 305  | 279  |

## Sehenswürdigkeiten
- Burganlage von Àreu
- Vinzenzkirche von Alins
- Julianuskirche von Ainet de Besan
- Stephanuskirche von Araós
- Felixkirche von Àreu
- Clemenskapelle von Àreu

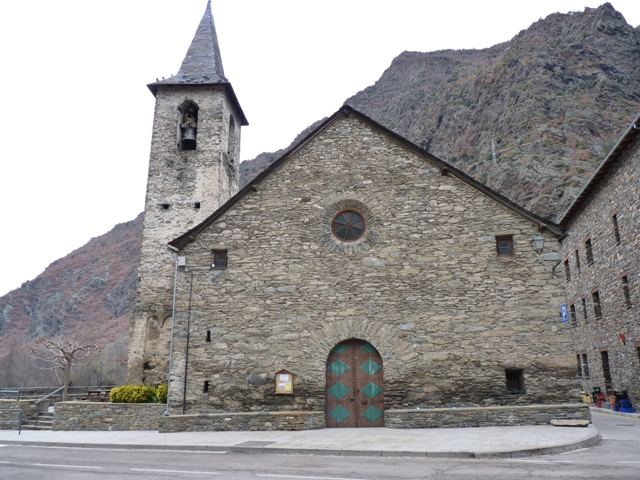
Vinzenzkirche
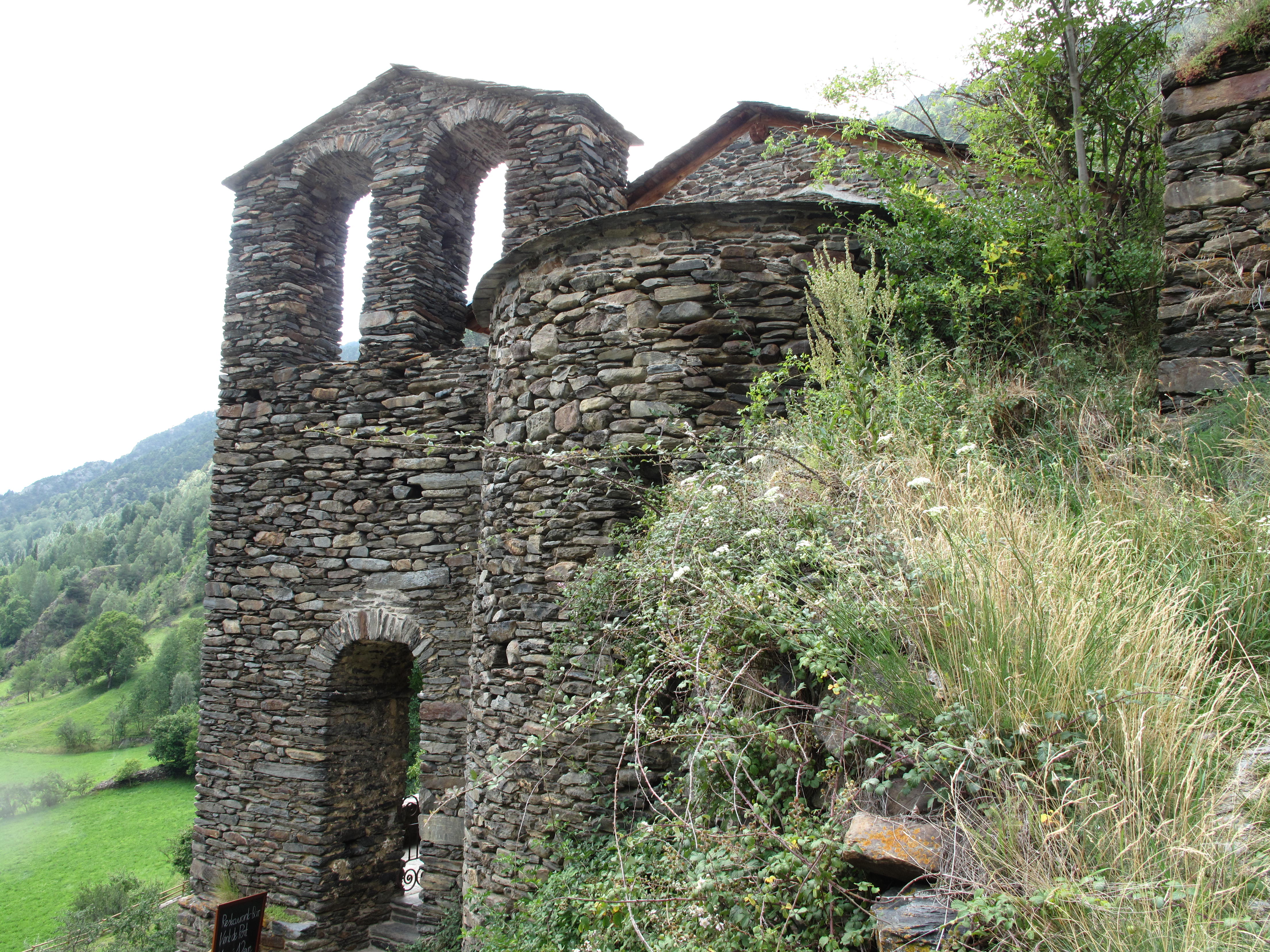
Felixkirche von Àreu
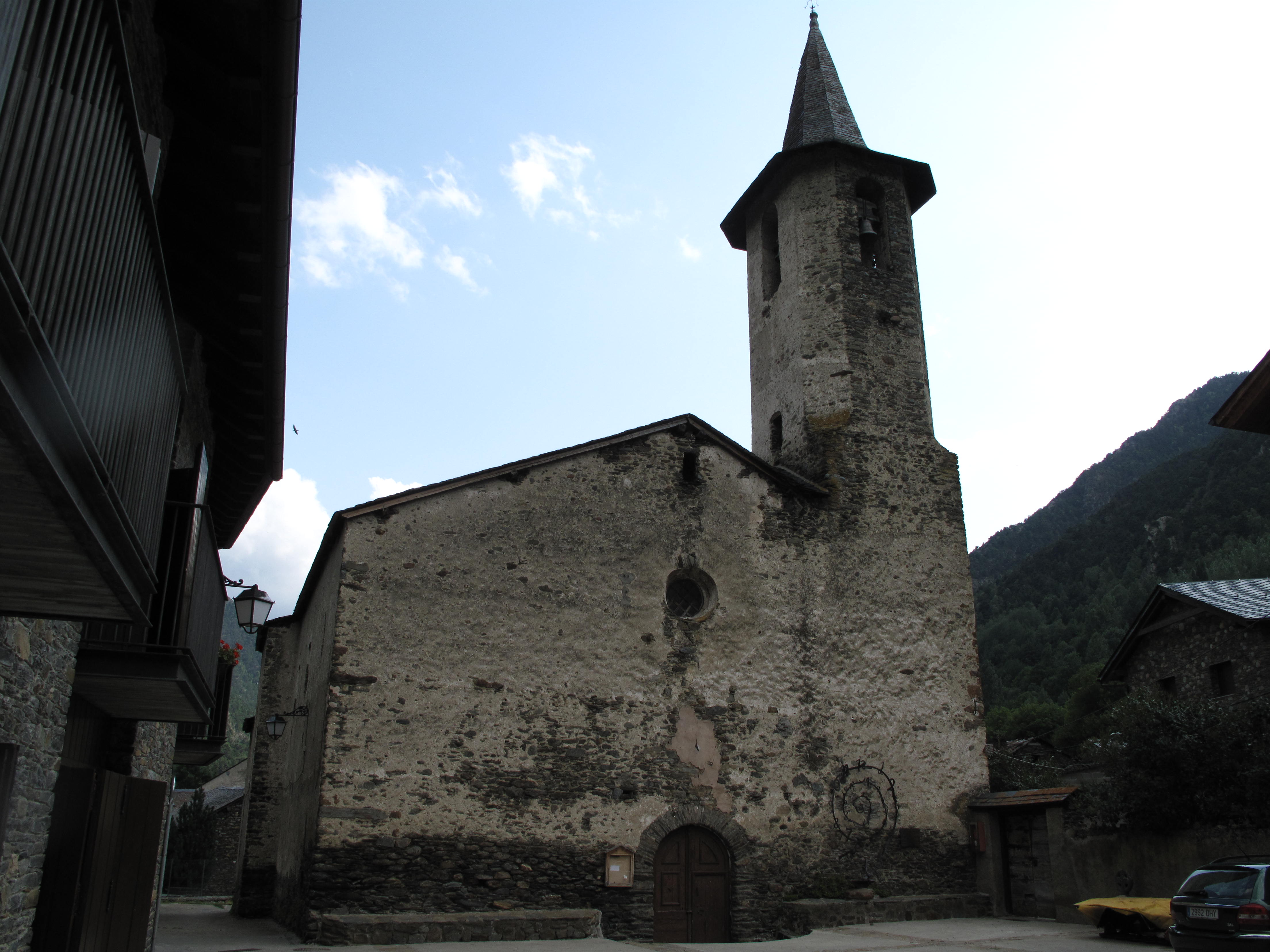
Clemenskapelle